# Plotheia dorsibrunnea
Plotheia dorsibrunnea är en fjärilsart som beskrevs av Embrik Strand 1917. Plotheia dorsibrunnea ingår i släktet Plotheia och familjen trågspinnare. Inga underarter finns listade i Catalogue of Life.